# INS Mormugao (D67)
El INS Mormugao (D67) es un destructor furtivo con misiles de la clase Visakhapatnam (Proyecto 15B) de la Marina India. Fue construido por Mazagon Dock Shipbuilders (MDL) de Bombai (India). Fue botado en septiembre de 2016 y entregado en noviembre de 2022. Es el segundo de una serie de cuatro destructores de manufactura local.

## Construcción
Fue colocada su quilla el 4 de junio de 2015 y luego botado el 17 de septiembre de 2016 por el Mazagon Dock Shipbuilders (MDL) de Bombai, India. Con sus primeras pruebas de mar el 19 de diciembre de 2021, fue llevada a cabo su entrega formal a la marina el 24 de noviembre de 2022.
Es la segunda nave de la clase. Su nombre honra a la ciudad de Mormugao, estado de Goa, India.